# Amos Binney
Pour les articles homonymes, voir Binney.
Amos Binney est un médecin et un conchyliologiste américain, né le 18 octobre 1803 à Boston et mort le 18 février 1847 à Rome (Italie).

## Biographie
Il obtient son Bachelor of Sciences à l’université Brown (1821) et son Medical Doctorat (1826) à Harvard. Il est cofondateur de la Boston Society of Natural Sciences et y assurera les fonctions de conservateur (1830-1832) et de président (1843-1847). Il est notamment l’auteur de Terrestrial Air-Breathing Mollusks of the United States.

## Source
- Robert Tucker Abbott (1974). American Malacologists. A National Register of Professional and Amateur Malacologists and Private Shell Collectors and Biographies of Early American Mollusk Workers Born Between 1618 and 1900, American Malacologists (Falls Church, Virginie) : iv + 494 p.  (ISBN 0-913792-02-0)